# الحزم (وادي الدواسر)
مركز الحزم هو مركزٌ إداري تابعٌ لمحافظة وادي الدواسر في منطقة الرياض ، ويصنف من فئة (ب) ورمزه 1272.